# P'tite fleur aimée
P'tite fleur aimée (conosciuta anche come P'tite fleur fanée), è la canzone maggiormente conosciuta dell'Isola della Riunione. Mentre "La Marseillaise" è l'inno nazionale ufficiale francese, "P'tite fleur aimée" è considerato un inno non ufficiale locale.
Il testo è di Georges Fourcade e la musica di Jules Fossy.

## Testo
Vi souviens mon Nénène adorée
Le p'tit bouquet, vou la donne à moin
Na longtemps que li l'est fané,
Vi souviens, com' ça l'est loin.
P'tit' fleur fanée
P'tit' fleur aimée
Di à moin toujours
Kouk cek l'amour ?
Mi marché dans la forêt,
Y faisait bon, y faisait frais,
Dan' z'herbes n'avait la rosée,
Dan le ciel zoiseaux y chantait.
P'tit' fleur fanée...
Depuis ça, le temps la passé,
Y reste plus qu'un doux souvenir,
Quand mi pense, mon coeur l'est brisé,
Tout ici ba, com' ça y doit finir.
P'tit' fleur fanée...